# Chardinomys
Chardinomys is een geslacht van uitgestorven knaagdieren uit de muizen en ratten van de Oude Wereld dat gevonden is in het Vroeg-Plioceen tot Vroeg-Pleistoceen van China. Dit geslacht is nauw verwant aan Orientalomys. Dit geslacht is genoemd naar de paleontoloog Pierre Teilhard de Chardin, mede omdat Teilhard de Chardin werd geboren honderd jaar voor Chardinomys werd beschreven.
Het geslacht Chardinomys verschilt van andere geslachten door de diagonale rij die de knobbels t4, t5 en t3 vormen op de eerste bovenkies (m1). De knobbels t0, t2 en t3 staan daarmee in een rechte hoek. De knobbels t4 en t5 zijn verbonden met elkaar. De extra knobbels aan de buitenkant van de onderkiezen die bij veel Murinae voorkomen zijn sterk ontwikkeld.

## Soorten
Er zijn vier soorten:
- Chardinomys bilikeensis (Vroeg-Plioceen)
- Chardinomys yusheensis (Vroeg-Plioceen)
- Chardinomys louisi (Laat-Plioceen)
- Chardinomys nihowanicus (Vroeg-Pleistoceen)

Allorattus · 
Antemus · 
Anthracomys · 
Beremendimys · 
Castillomys · 
Castromys · 
Chardinomys · 
Dilatomys · 
Euryotomys · 
Hansdebruijnia · 
Hooijeromys · 
Huaxiamys · 
Huerzelerimys · 
Kritimys · 
Leilaomys · 
Linomys ·
Orientalomys · 
Paraethomys · 
Parapelomys · 
Parapodemus · 
Progonomys · 
Prohadromys · 
Qianomys · 
Ratchaburimys · 
Rhagamys · 
Rhagapodemus · 
Saidomys · 
Sinapodemus · 
Stephanomys · 
Wushanomys · 
Yunomys
Soorten met onduidelijke verwantschappen:
Karnimata huxleyi · 
Karnimata inflata · 
Karnimata intermedia · 
Karnimata minima · 
Mastomys colberti · 
Mus hipparionum · 
Progonomys debruijni